# Giovanni Di Giorgi
Giovanni Di Giorgi (Latina, 13 luglio 1967) è un politico italiano.

## Biografia
Si laurea in Giurisprudenza all'Università di Roma La Sapienza nel 1992 e dal 1996 è iscritto all'Ordine degli Avvocati di Latina e dal 2009 all'Albo Cassazionisti.
Esponente del Popolo delle Libertà e poi di Fratelli d'Italia, nel 2011 fu eletto sindaco di Latina e rimase in carica sino al 2015, sebbene già nel 2014 avesse presentato, e poi ritirato, le proprie dimissioni. Da sindaco di Latina ha ricoperto il ruolo di vicepresidente Nazionale dell'Associazione Nazionale dei Comuni Italiani. e di vicepresidente del Consiglio delle Autonomie Locali della Regione Lazio.
Inoltre è stato consigliere regionale e presidente della Commissione Trasporti e Mobilità, e consigliere di amministrazione del Parco Nazionale del Circeo.
In seguito ha abbandonato la politica, limitandosi all'attività di editore.
Ha ricevuto una stella d'argento del CONI al merito sportivo.